# Отін Євген Степанович
Євге́н Степа́нович О́тін (13 квітня 1932, Дніпропетровськ — 14 січня 2015, Донецьк) — український мовознавець, доктор філологічних наук 1975, професор (1977).
Заслужений діяч науки і техніки України (1992).

## Біографія
1954 року закінчив Дніпропетровський державний університет.
З 1962 року працював у Донецькому університеті: викладач, з 1976 року — завідувач кафедри загального мовознавства та історії мови, з 1986 року — декан філологічного факультету.

## Наукова діяльність
Відповідальний редактор щорічника «Восточноукраинский лингвистический сборник» Донецького національного університету (з 1994) і «Вісника Донецького національного університету. Серія Б. Гуманітарні науки» (з 1997).
Досліджував проблеми загальної, української, російської, тюркської і грецької ономастики, етимології, історії російської мови.
Праці:
- «Гідроніми Східної України» (1977);
- «Словник гідронімів України» (1979, у співавт.);
- «Частотный словарь „Жития“ Аввакума» (по автографу из «Пустозерского сборника» И. Н. Заволоко, 1985);
- «Избранные труды по языкознанию» (1999);
- «Топонимия Приазовских греков: Историко-этимологический словарь географических названий» (2002);
- «Словарь контативных собственных названий» (2004).

Автор розділів у монографіях:
- «Проблемы сопоставительной стилистики восточнославянских языков» (1981);
- «Міжетнічні зв'язки в українській антропонімії XVII ст.» (1989);
- «Воспитание словом» (1989);
- «Ономастика України першого тисячоліття нашої ери» (1992);
- «Русская ономастика и ономастика России. Словарь» (1994);
- матеріали до історико-етимологічного словника жаргонної лексики російської та української мов.